# Нетесьма
Нете́сьма — река в Андреапольском районе Тверской области России, в бассейне Западной Двины. Нетесьма впадает в озеро Охват, из которого вытекает Западная Двина. Длина реки составляет 36 километров (по другим данным 29,2 километра).
Нетесьма берёт начало в 1 километре к югу от деревни Хвостово Андреапольского сельского поселения. Течёт в целом на север и северо-восток. Пере впадением в озеро Охват пересекает железную дорогу Бологое — Великие Луки. Высота устья — 215,7 метра над уровнем моря.
Основный приток — река Пахотинка — правый, впадает на высоте 223,3 метра.
На берегу реки расположены следующие населённые пункты (от истока к устью): Синцово, Селино, Нетесьма, Берчиково, Чечетово.